# Oświetlenie zewnętrzne
Oświetlenie zewnętrzne – oświetlenie elektryczne, którego źródła światła zainstalowane są na zewnątrz pomieszczeń oraz obiektach budowlanych mających dach, lecz bez ścian zewnętrznych, jak również w przejściach, bramach lub tunelach. 
W oświetleniu zewnętrznym dominującym odbiorem jest oświetlenie ulic. Innymi rodzajami oświetlenia zewnętrznego są: oświetlenie tuneli, mostów, podziemnych przejść dla pieszych, oświetlenie iluminacyjne, masztowe i wieżowe, oświetlenie placów, skwerów, parków, znaków drogowych itp.